# 용인한빛중학교
용인한빛중학교(龍仁한빛中學校)는 대한민국 경기도 용인시 수지구 동천동에 있는 공립 중학교이다.

## 학교 연혁
- 2010년 1월 11일 : 동일중학교 24학급 설립인가
- 2010년 6월 1일 : 동일중학교 개교
- 2010년 6월 1일 : 초대 김용준 교장 취임
- 2010년 9월 1일 : 용인한빛중학교 교명변경
- 2011년 2월 10일 : 제1회 졸업(17명)
- 2011년 3월 2일 : 신입생 152명 입학
- 2020년 9월 1일 : 제3대 강대연 교장 취임
- 2024년 1월 5일 : 제14회 졸업(156명) 총 졸업생 1,572명
- 2024년 3월 4일 : 신입생 5학급 154명 입학

## 참고 자료
- 용인한빛중학교 - 한국교육학술정보원 학교알리미